# Нечиста сила
„Нечиста сила“ е български 3-сериен телевизионен игрален филм (драма) от 1977 година, по сценарий на Павел Павлов и Георги Стойчев. Режисьор е Павел Павлов. Оператор е Йордан Йорданов. Създаден е по „Нечиста сила", „Спасова могила", „Задушница" и още 11 произведения на Елин Пелин. Музиката във филма е композирана от Румяна Цинцарска.

## Серии
- 1. серия – 68 минути
- 2. серия – 65 минути
- 3. серия – 70 минути.[1]

Има екранизация през 1977 година и като самостоятелен филм от 67 минути.

## Сюжет
„Село Голяма неволя е сполетяно от две страшни беди...", които добре разкриват бита и драмите в шопското село от началото на ХХ век.

## Актьорски състав
| Роля            | Изпълнител           |
| --------------- | -------------------- |
| ханджийката Яна | Елена Райнова        |
| кмета Божил     | Васил Михайлов       |
| Стоичко         | Антон Горчев         |
| отец Герасим    | Илия Караиванов      |
| поп Лука        | Георги Русев         |
| Тодорана        | Люба Алексиева       |
| Поляка          | Досьо Досев          |
| горския         | Петър Слабаков       |
| Липо            | Стефан Мавродиев     |
| отец Онуфрий    | Вълчо Камарашев      |
| Стоичковица     | Ани Бакалова         |
| Младен          | Юрий Ангелов         |
| ханджията Цеко  | Иван Обретенов       |
| врачката Марта  | Стоянка Мутафова     |
| дядката         | Иван Гайдарджиев     |
| околийския      | Владимир Давчев      |
| отец Игнатий    | Васил Димитров       |
| Магда           | Елена Димитрова      |
| Стоилка         | Домна Ганева         |
| дядо Захари     | Николай Бинев        |
| Монката         | Зафир Горчев         |
| Стоян           | Петър Антов          |
| Илчовица        | Леда Тасева          |
| Нена            | Людмила Захариева    |
| Йорго           | Калчо Калчев         |
| Йорговица       | Жана Стоянович       |
| Марко           | Стоян Стойчев        |
| майката         | Цветана Димитрова    |
| Лазаринка       | Соня Маркова         |
| свекърът        | Димитър Ицмаров      |
| Дивдена         | Цветана Гайдарджиева |
| клисарят        | Георги Кишкилов      |
| Тотка           | Лиза Шопова          |
| Неруда          | Борислава Павлова    |